# Dijkstoelhuis (Wageningen)

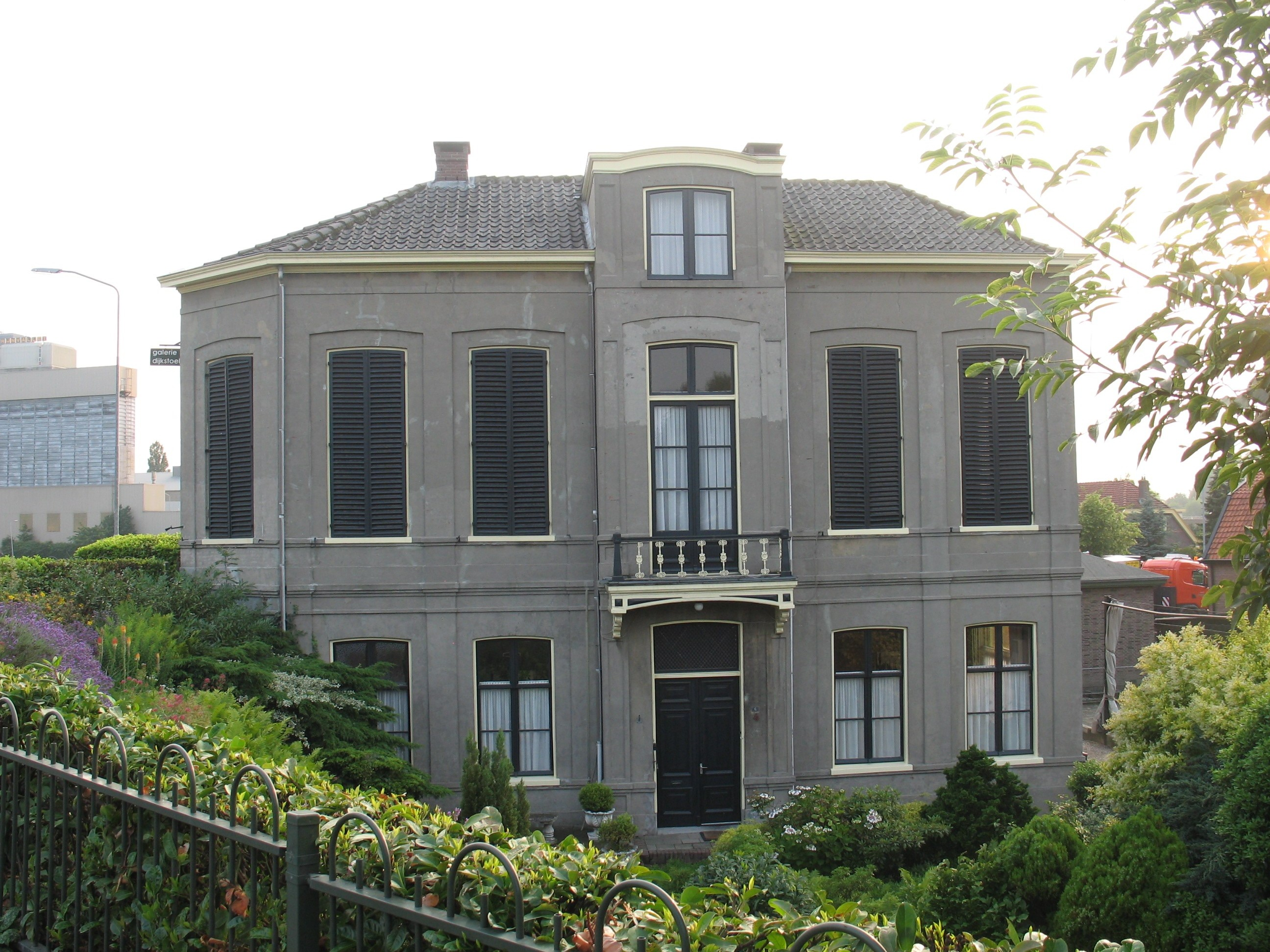
Dijkstoelhuis, Grebbedijk 4

Het Dijkstoelhuis is een aan de Grebbedijk in Wageningen gelegen rijksmonument. Het pand is in 1859-1860 gebouwd voor de dijkstoel van het polderdistrict Wageningen en Bennekom. Het gebouw is een ontwerp van A. van der Steur jr.